# Colotrechninae
La sottofamiglia dei Colotrechninae Thomson, 1876, è un raggruppamento di insetti della famiglia degli Pteromalidi (Hymenoptera Chalcidoidea) comprendente circa 40 specie parassitoidi.

## Morfologia
I Colotrecnini hanno un corpo con colori metallici nel capo e nel torace e con gastro sessile. Le antenne sono composte da 13 articoli, con clava differenziata nel maschio.
Il pronoto è largo più o meno quanto il mesonoto e, in ogni modo più largo che lungo. Il mesotorace ha i notauli incompleti e le axille proiettate alla base dello scutello; quest'ultimo è percorso da due solchi longitudinali.
Le ali anteriori hanno una vena marginale molto lunga, mentre la postmarginale e la stigmale sono molto brevi, talvolta anche più brevi dello stesso stigma.

## Biologia
La biologia di questa sottofamiglia è conosciuta solo in parte e i casi di parassitoidismo accertati coinvolgono ospiti di vari gruppi sistematici. Fra i casi accertati si segnala l'associazione con Rincoti Omotteri, Agromizidi, Coleotteri minatori dei germogli, insetti galligeni.

## Sistematica
La sottofamiglia comprende 19 generi con circa 40 specie:
- Amerostenus
- Baridobius
- Bofuria
- Bomburia
- Cameronella
- Colotrechnus
- Dipachystigma
- Divna
- Dvalinia
- Elachertodomyia

- Errolia
- Glorimontana
- Hetreulophus
- Omphalodipara
- Pachyneuronella
- Podivna
- Uriellopteromalus
- Uzka
- Zeala